# Шаповаленко Борис Михайлович
Борис Михайлович Шаповаленко (4 квітня 1924, місто Новочеркаськ, тепер Ростовської області, Російська Федерація — 2011, місто Старобільськ, тепер Луганської області) — український радянський партійний діяч, 1-й секретар Старобільського районного комітету КПУ Луганської області. Депутат Верховної Ради УРСР 8-го скликання.

## Біографія
Дитинство і юність пройшли в місті Боково-Антрациті Ворошиловградської області, де у 1941 році закінчив середню школу.
З серпня 1941 року — у Червоній армії, учасник німецько-радянської війни. З 1941 по 1945 рік служив механіком телеграфного 196-го окремого батальйону зв'язку 127-го легко-стрілецького корпусу Карельського фронту. У 1945 році служив механіком СТ-35 196-го окремого батальйону зв'язку 127-го легко-стрілецького корпусу 4-го Українського фронту. Війну закінчив у Чехословаччині.
Член ВКП(б) з 1944 року.
Після демобілізації повернувся в Боково-Антрацит, працював десятником на шахтах тресту «Боково-Антрацит» Ворошиловградської області.
З 1948 року — на партійній і радянській роботі. Працював помічником 1-го секретаря Боково-Антрацитівського районного комітету КП(б)У, 2-м секретарем Боково-Антрацитівського районного комітету КП(б)У Ворошиловградської області.
У 1950-х — початку 1960-х р. — голова виконавчого комітету Міловської районної ради депутатів трудящих Луганської області; 1-й секретар Міловського районного комітету КПУ Луганської області.
У січні 1963 — грудні 1964 року — завідувач відділу партійних органів Луганського сільського обласного комітету КПУ.
У січні 1965—1974 роках — 1-й секретар Старобільського районного комітету КПУ Луганської (Ворошиловградської) області.
У 1974—1985 роках — директор Половинкинського комбікормового заводу Старобільського району Ворошиловградської області.
З 1985 року — на пенсії у місті Старобільську Луганської області, де помер й похований.

## Нагороди
- орден Леніна
- орден Трудового Червоного Прапора
- орден Вітчизняної війни ІІ ст. (6.04.1985)
- орден Червоної Зірки (18.07.1945)
- медаль «За бойові заслуги» (18.11.1944)
- медаль «За оборону радянського Заполяр'я»
- медалі
- почесний громадянин міста Старобільська